# Lignan-de-Bordeaux
 Lignan-de-Bordeaux ist eine französische Gemeinde im Département Gironde in der Region Nouvelle-Aquitaine. Sie gehört zum Kanton Créon im Arrondissement Bordeaux.
Die Gemeinde liegt im Einzugsgebiet der Stadt Bordeaux. Während Lignan-de-Bordeaux im Jahr 1962 noch über 387 Einwohner verfügte, zählt man 834 Einwohner (Stand 1. Januar 2022).
Lignan-de-Bordeaux liegt in der Region Entre-Deux-Mers am Flüsschen Pimpine.

## Bevölkerungsentwicklung
| Jahr                       | 1962 | 1968 | 1975 | 1982 | 1990 | 1999 | 2009 | 2017 |
| Einwohner                  | 387  | 465  | 530  | 643  | 722  | 677  | 699  | 822  |
| Quellen: Cassini und INSEE |      |      |      |      |      |      |      |      |

## Baudenkmäler

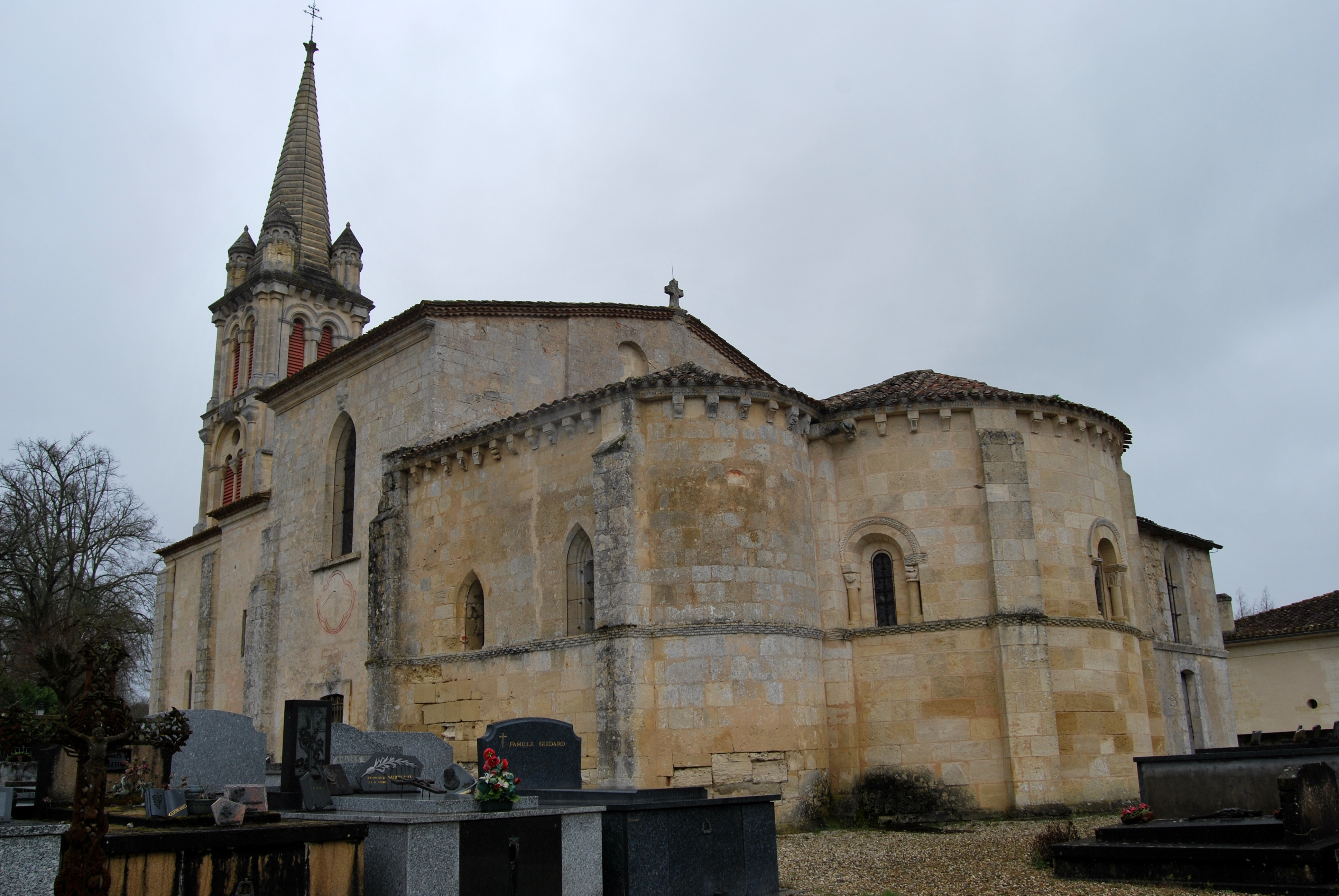
Kirche Sainte-Eulalie

Siehe auch: Liste der Monuments historiques in Lignan-de-Bordeaux
- Kirche Ste-Eulalie mit Skulptur Madonna mit Kind (Monument historique)